# Cultura de Colombia
La cultura de Colombia es el resultado de una compleja mezcla entre influencias indígenas, europeas y africanas. La llegada de los españoles en el siglo XVI marcó el inicio de un proceso de mestizaje cultural, especialmente con pueblos originarios como los muiscas en el altiplano cundiboyacense y los taironas en la región norte del país. Durante la colonización, se introdujeron elementos como el catolicismo, el sistema de encomiendas y una estructura social jerárquica basada en castas, con los peninsulares y criollos en la cúspide.

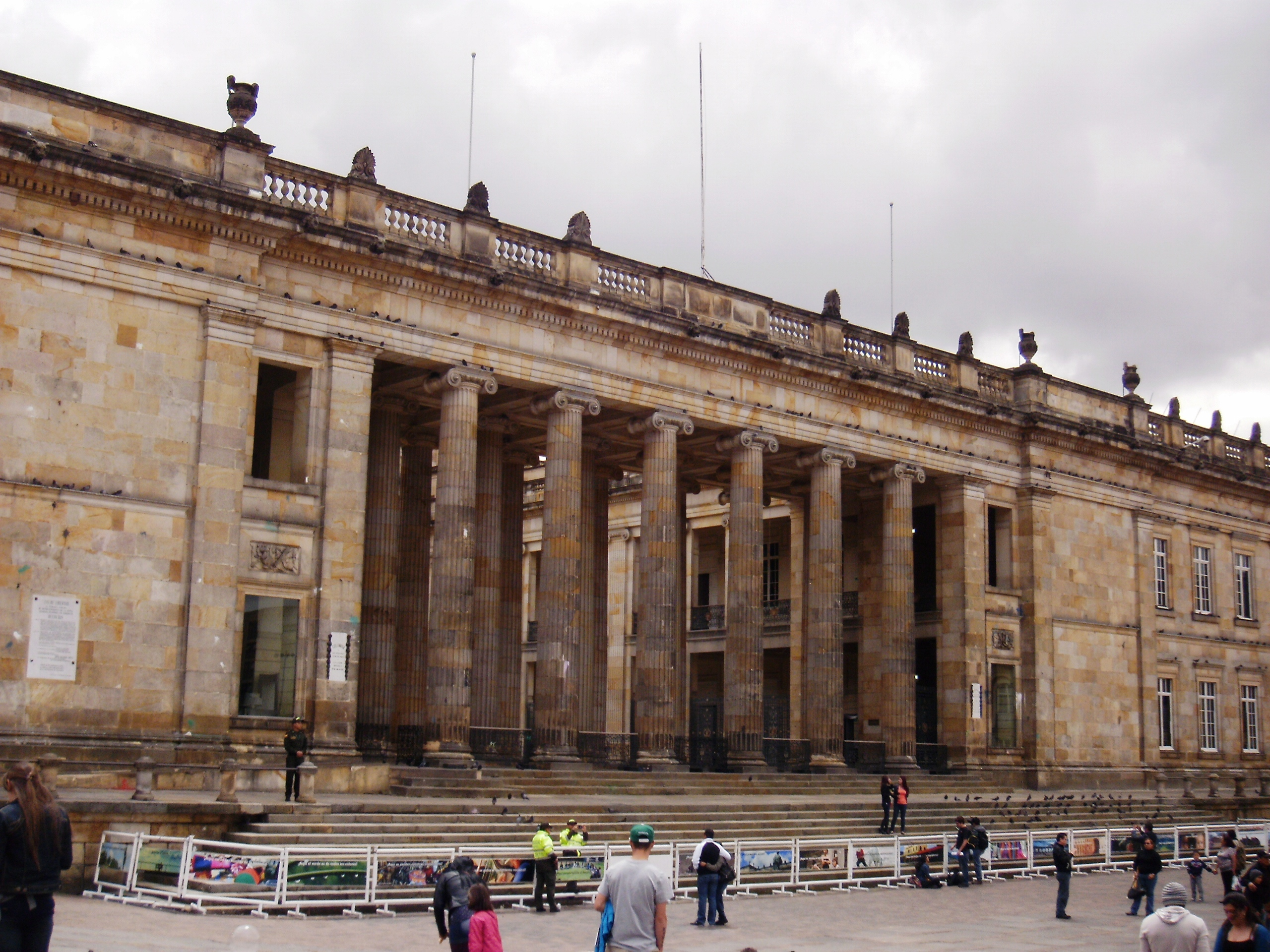
Capitolio Nacional de Colombia diseño inicial de Thomas Reed con la posterior intervención de diversos arquitectos.

Tras la crisis del imperio español en el siglo siglo XIX, surgieron en América movimientos independentistas liderados por criollos que buscaban establecer repúblicas autónomas. En Colombia, esto dio lugar a una vida política marcada por la pugna entre los partidos liberal y conservador. Los conservadores defendían la unión entre la Iglesia católica y el Estado, además del proteccionismo económico. En contraste, los liberales promovían la separación Iglesia-Estado y el libre comercio.
El mestizaje entre europeos, indígenas y africanos dio lugar a nuevas categorías sociales como mestizos, mulatos, morenos y zambos. Esta diversidad se refleja en expresiones culturales como el Carnaval de Negros y Blancos. Aunque las poblaciones mestizas y blancas son mayoritarias en la mayoría de las regiones, la abolición de la esclavitud en 1851 y el reconocimiento gradual de los derechos humanos han contribuido a mitigar algunas tensiones étnicas.
A diferencia de otros países latinoamericanos, Colombia no experimentó grandes olas migratorias en el siglo siglo XX, por lo que muchas de sus tradiciones conservan un fuerte componente hispánico. Sin embargo, los conflictos políticos entre liberales y conservadores continuaron marcando la historia nacional, alcanzando un punto crítico con la Guerra de los Mil Días (1899–1902) y, más tarde, con el período de violencia bipartidista conocido como La Violencia (1948–1958), eventos que contribuyeron al surgimiento de un prolongado conflicto armado interno.

## Lenguas
Al ser un país multicultural, la forma de usar el idioma español varía en cada una de las regiones geográficas del país. Los dialectos principales en los que se suele clasificar el español colombiano son: 
De tierras bajas:
- Español costeño
- Español chocoano (ecuatorial)
- Español llanero

De tierras altas:
- Español bogotano (rolo)
- Español paisa
- Español vallecaucano
- Español cundiboyacense
- Español santandereano
- Español andino (o pastuso)
- Español tolimense-huilense (opita)
- Español amazónico

En Colombia, también se pueden encontrar más de 60 lenguas aborígenes, desde las lenguas amazónicas en el sur del país, hasta las lenguas arawak en el norte. En las islas de San Andrés y Providencia, el inglés también es considerado lengua oficial; el árabe además es oficial en el municipio de Maicao, y es hablando de manera amplia en ciudades como Barranquilla, Cartagena, San Andrés, goza de cierto nivel de amplitud en ciudades como Magangué, Montería, Sincelejo y en menor medida en las restantes poblaciones del Caribe Colombiano, en especial es las riveras de los ríos Magdalena, Sinú, San Jorge y Cauca.

## Artesanía

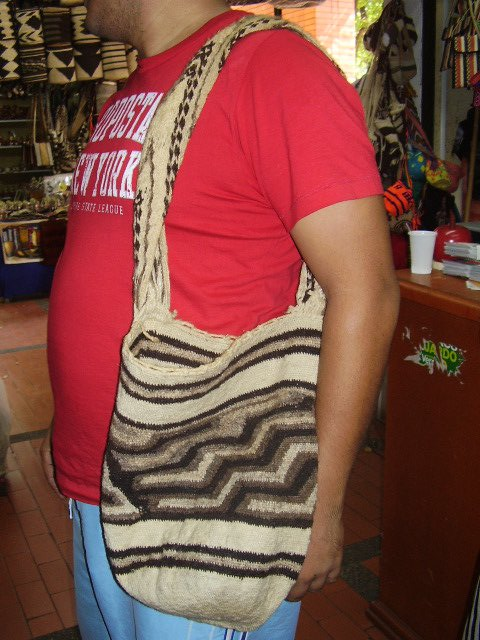
Mochila arhuaca, una de las artesanías más representativas de Colombia.

En Colombia, se destacan las artesanías producidas por los grupos étnicos, tanto por los locales como por los turistas. El pueblo guajiro fabrica mochilas, cinturones y redes tejidas manualmente. Entre los principales centros de artesanías se encuentran:
Tuchín (Córdoba): sombrero vuetiao.
Galapa (Atlántico): máscaras y figuras de carnaval.
Ráquira (Boyacá): cerámica (caballitos de Ráquira, materas, chorotes, jarras, alcancías, etcétera).
Mompós (Bolívar): filigrana.
San Jacinto (Bolívar). hamacas, textiles cestería.
Carmen de Viboral (Antioquia): loza fina a base de barro gris, cuarzo, feldespato y caolín.
Pitalito (Huila): utensilios de barro.
San Sebastián de Urabá (Córdoba): utensilios de barro.
Momil (Córdoba): utensilios de barro.
La Chamba (Tolima): utensilios de barro.
Tenza (Boyacá): canastos, para lo que utilizan chin o caña de Castilla.
Guacamayas (Boyacá): cestería con fique y paja de monte.
Iza y Nobsa (Boyacá): textiles (ruanas, cobijas a base de lana de oveja).
Sandoná (Nariño): sombreros.

## Arquitectura
La arquitectura colombiana presenta influencias del arte español, que se manifestaron principalmente durante la época de la colonización española entre el siglo XVI y XVII. La arquitectura colombiana se divide en los períodos de arquitectura indígena, colonial (religiosa y militar) del siglo XIX, republicana (1880-1930), de transición (1930-1960), modernista (1970-2015) y actual (2015-2020).

## Artes plásticas
En la época colonial, la pintura colombiana estaba marcada por los trabajos del taller de los Figueroa , auténticos pioneros de este arte: Baltasar de Figueroa, el viejo; Gaspar de Figueroa, su hijo y  Baltasar Vargas de Figueroa, el joven. Gaspar fue el maestro de artistas de relevancia, entre quienes se encuentra notablemente Gregorio Vásquez de Arce y Ceballos. José María Espinosa Prieto, pintor, grabador y miniaturista, también es destacado por sus retratos, paisajes y caricaturas. A Epifanio Garay también se hace gran referencia, sobre todo como retratista, a pesar de que gran parte de su obra se desarrolló en Panamá.
Por su parte, la escultura de la época virreinal dio artistas de entidad como la familia de los Lugo de entre los cuales destacó Pedro de Lugo Albarracín autor de Cristos de fuerte dramatismo y ya en el siglo XVIII, a Pedro Laboria en que la expresividad se aúna con la gracia rococó.
Después de la independencia de España, en 1819, el arte colombiano tiene poca representatividad y todavía es muy dependiente de lo figurativo. Hay quien explica este atraso en la evolución de los estilos artísticos colombianos por medio de la propia geografía montañosa del país, que no permitía un contacto y un diálogo continuados entre las diversas tendencias creativas que ahí se desarrollaban.
En las décadas de 1920 a 1940, Marco Tobón Mejía, José Horacio Betancourt, Pedro Nel Gómez, Ignacio Gómez Jaramillo , Santiago Martínez Delgado y Alipio Jaramillo consiguen crear algún dinamismo con la elaboración de murales, influenciados, en el estilo, por el arte mexicano, aunque con características neoclásicas y del Art Nouveau. En el inicio de la década de 1940, debido a un creciente desinterés internacional por el arte colombiano, comienzan a aparecer obras que no habían sido ensayados allí, como el posimpresionismo y el estilo académico francés. El paisajista Ricardo Gómez Campuzano es un ejemplo de esto (calle de Cartagena de Indias).
Muchos historiadores de arte consideran, entretanto, que el arte colombiano solo comenzó a tener un carácter propio a partir de mediados del siglo XX, al recrear, bajo un nuevo punto de vista, los elementos culturales y artísticos tradicionales, integrando los conceptos desarrollados por el arte del siglo XX. Ignacio Gómez Jaramillo, cuya obra puede ser considerada “modernista”, presentó, por ejemplo en su Retrato de los hermanos Greiff, lo que el arte colombiano podía unir a las nuevas técnicas con respecto a la cultura y los temas típicamente colombianos. Carlos Correa, en su obra paradigmática, “Naturaleza muerta en silencio”, combina la abstracción geométrica y el cubismo, inaugurando un estilo todavía recurrente a la actualidad. Pedro Nel Gómez, que se destacó en el dibujo, la acuarela, el fresco, la pintura al óleo y la escultura en madera, piedra y bronce, demuestra, por ejemplo en “Autorretrato con sombrero” (1941), su familiaridad con las obras de Gauguin y Van Gogh, revelando también la influencia de otros autores como Cézanne en su “Autorretrato” de 1949 o José Clemente Orozco, en su serie sobre las Barequeras (mujeres que se dedicaban a la prospección de oro). Alejandro Obregón, considerado por muchos como el "padre del arte colombiano" (debido a su originalidad, inauguradora de un arte considerado colombiano de raíz), debido a sus pinturas de paisajes nacionales caracterizados por pinceladas violentas y por el uso simbólico y expresionista de animales (especialmente aves, como el cóndor), ha sido largamente aclamado por críticos y por el público en general, y fue, sin duda, el artista más influyente de este período. Son notorias las influencias de Picasso y de Graham Sutherland. En la actualidad, es de renombre internacional el aporte a la pintura que hacen artistas como Fernando Botero, David Manzur y Omar Rayo.

## Literatura
En cuanto a la literatura durante la época colonial sobresalieron, en la poesía, Juan de Castellanos y la mística madre Inés del Castillo, y en la narrativa, Juan Rodríguez Freyle. En el siglo XIX se destacaron los poetas Gregorio Gutiérrez González, Luis Vargas Tejada, José Eusebio Caro y Rafael Pombo. Entre los modernistas se distinguieron José Asunción Silva y, posteriormente, Guillermo Valencia, Julio Flórez y Porfirio Barba Jacob. La prosa costumbrista tuvo notables representantes en Eugenio Díaz y José Manuel Marroquín.
Las grandes construcciones novelísticas aparecieron con Jorge Isaacs y Tomás Carrasquilla. En el primer tercio del siglo XX se impuso la obra de un novelista que alcanzó gran éxito de público, aunque no de crítica, en América y España: José Manuel Vargas Vila (Ibis, Flor de fango). José Eustasio Rivera, con La vorágine (1928), fue el fundador de lo que podría llamarse la novela política e imaginativa colombiana. Dentro de la novela contemporánea descuellan Eduardo Caballero Calderón ("El buen salvaje"), Manuel Mejía Vallejo ("El día señalado"), Álvaro Mutis ("La nieve del almirante"), Gustavo Álvarez Gardeazábal ("Cóndores no entierran todos los días") y, sobre todo, Gabriel García Márquez ("El coronel no tiene quien le escriba", "Cien años de soledad", "El general en su laberinto", etc.), quien obtuvo el Premio Nobel de Literatura en 1982, quizás el premio más relevante ganado por un colombiano en este campo.
Entre los poetas contemporáneos representativos se cuentan Jorge Zalamea, León de Greiff, Luis Carlos López, Rafael Maya y Luis Vidales. A la generación de «Piedra y Cielo» pertenece Eduardo Carranza, que marcan la transición hacia una vanguardia posterior, en la que figuran Jorge Gaitán Durán y Eduardo Cote Lamus. Al mismo tiempo surge el movimiento nadaísta, iconoclasta, con Gonzalo Arango y Jotamario Arbeláez. Las más importantes revistas literarias son El Malpensante, Arcadia, Número y Puesto de Combate.

## Música

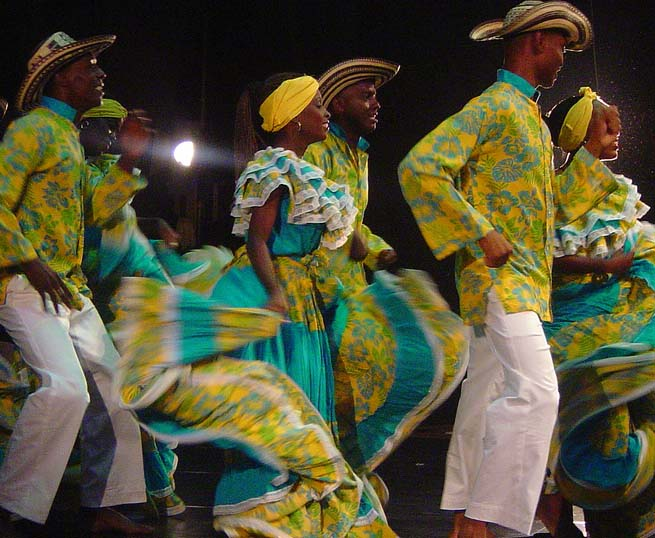
"Fiesta en Palenque" música y baile tradicional de Palenque de San Basilio, Obras Maestras del Patrimonio Oral e Intangible de la Humanidad. Costa Caribe Colombiana.

En el campo de la música apenas existen datos sobre la música precolombiana, y son pocos los instrumentos conservados (sonajas, cascabeles, flautas, ocarinas, fotutos, etc.). El primer músico conocido fue el jesuita J. Dadey (1574-1660), considerado el precursor de la música colombiana. Durante la época del virreinato sobresalieron diferentes músicos con clara influencia española. La música popular combina las influencias indígenas, hispánicas y negras.
La música tradicional colombiana se deriva de una mezcla de ritmos indígenas, influencias africanas, europeas (especialmente españolas), de las formas musicales modernas de América y del Caribe. Algunos ritmos populares son la cumbia el vallenato y la Champeta en la zona Caribeña, el bambuco y el pasillo en la zona Andina, el joropo en la zona Llanera y el currulao en la zona Pacífico. La salsa también ha sido reconocida como uno de los ritmos predominantes del país, con artistas como Joe Arroyo.
La cumbia resulta de una mezcla de influencias indígenas y africanas. En el siglo XIX, la abolición de la esclavitud aumentó la influencia mutua entre los diversos grupos étnicos. El siglo XX fue la época de oro del bambuco, el porro, la cumbia y el vallenato. Cuando el vals se volvió popular, en el mismo siglo, los colombianos produjeron su variante, el pasillo.
En el campo de la llamada música clásica, nos podemos referir, por ejemplo a Luis Antonio Calvo, a Luis Antonio Escobar o a Guillermo Uribe Holguín. Desde la década de 1980 ha tomado gran fuerza el rock como música nacional. El Festival Rock al Parque, que se realiza cada octubre en Bogotá es considerado el más importante de América Latina. Un ejemplo del "boom" del género "Pop latino" en Colombia son artistas de renombre internacional como el cantautor Juan Esteban Aristizábal (Juanes), Shakira una de las cantantes con más éxito internacional en la historia de la música latina, Sara Tunes que logró el éxito estadounidense, el cantante de vallenato pop rock Carlos Vives y Los Aterciopelados una de las bandas de Rock en español más relevante del continente y considerada una de las mejores del Planeta por la revista Time conformada por Andrea Echeverri y Héctor Buitrago.

## Fotografía
Colombia ha tenido destacados maestros de la fotografía en el plano internacional como el maestro Leo Matiz Espinoza cuyos trabajos fueron ampliamente reconocidos en México, Estados Unidos (trabajó para The New York Times), en Italia y en Venezuela. Su fotografía, "Pavo real del mar", está considerada una de las más importantes fotografías del país. Otros maestros de la fotografía colombiana son Ervin Kraus, Melitón Rodríguez, Saúl Ordúz, Miguel Ángel Rojas, Abdú Eljaiek, Gabriel Carvajal y Sady González, quienes son los clásicos de la fotografía en Colombia y cuyas obras registran la historia del país desde mediados del siglo XIX o aportaron su talento a otras naciones.

## Deportes
El fútbol y el ciclismo son los deportes Nacionales por excelencia, al igual que en la gran mayoría de países de América Latina. Ver los partidos de fútbol en la televisión es uno de los pasatiempos nacionales y de las actividades más populares. Las victorias de la selección nacional son celebradas de forma exuberante. Sin embargo, se considera una ocupación masculina: muchos hombres y muchachos dedican su tiempo libre a estas modalidades deportivas.
Otro juego tradicional es el tejo, que consiste en lanzar pequeños discos de metal hacia un detonador de pólvora. El vencedor es aquel que logre causar el mayor número de explosiones, en relación con el número de lanzamientos.

### Cine y Televisión
Colombia ha producido telenovelas, series y miniseries que se han exportado como Chepe fortuna , Yo soy Betty La Fea y Café, Con Aroma De Mujer.

## Gastronomía
El pueblo colombiano da importancia especial al almuerzo, que suele tomarse entre las 12:00 y las 13:00 (12:00 - 1:00 p. m.). La porción consiste, en general, de sopa, seguida de un plato llamado "seco" (sin caldo) o "bandeja" y un refresco o jugo.
Entre las bebidas alcohólicas son populares el aguardiente, la cerveza y el ron. El café es muy apreciado, tanto que es considerado la bebida nacional, especialmente en la forma del "tinto" (tacita de café cargado). Entre las bebidas calientes también es popular el chocolate, tradicional en Bogotá (chocolate santafereño), servido con queso y pan (habitualmente el queso se parte en pedazos y se introduce en el chocolate). Colombia es uno de los principales mercados de gaseosas de América Latina; hay gaseosas nacionales como la Kola Román originaria de Cartagena de Indias, la Kola Hipinto originaria de Bucaramanga, la Kola Sol originaria de la zona de la Dorada-Mariquita-Girardot.
En Colombia se consumen muchas variedades de frutas nativas, totalmente desconocidas en Europa y en América del Norte, como la guayaba, el zapote, el lulo, la curuba, el mamoncillo, el corozo, la uchuva, la feijoa, la granadilla, el mamey, el borojó, el mango, el chontaduro, el tamarindo, el tomate de árbol, la guanábana, la badea, y la pitahaya. Algunas solo se consumen en algunas regiones, y por lo tanto su consumo no es generalizado.

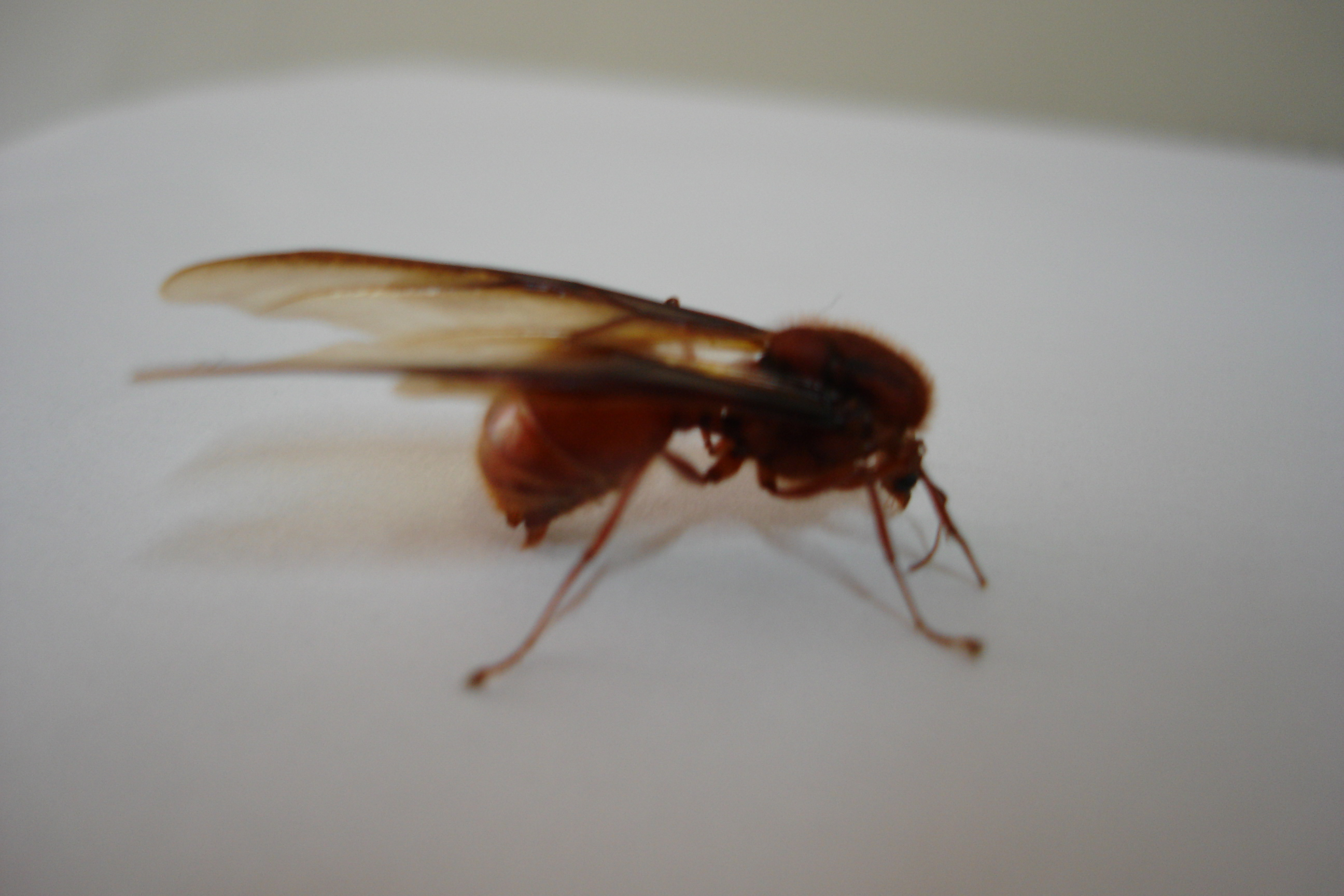
Hormiga culona.

Las hojas de plátano son comunes en la cocina tradicional, por ejemplo en los quesillos (queso envuelto en estas hojas) y en los tamales.
Del Valle del Cauca son representativos el "manjar blanco" (dulce de leche servido en cuencos naturales elaborados de un fruto llamado mate), el ceviche de camarón de Buenaventura, los "pandebonos" (panecillos de almidón con queso) y las gelatinas andaluzas (gominolas derivada de la cocción de patas de res), entre otros. El guarapo (zumo de la caña de azúcar que se extrae en frío) se encuentra ampliamente disperso en esta región por el cultivo intensivo de caña de azúcar.
Para los paisas, la bandeja paisa, los fríjoles y las arepas de maíz, son la comida típica del departamento de Antioquia y sus alrededores.
Las comunidades indígenas de la Amazonia y la cuenca del Orinoco, dan gran importancia al procesamiento de la yuca y al consumo de sus derivados como la fariña y el casabe. Hay bebidas campesinas como la chicha (bebida de maíz fermentada) y el guarapo (zumo de caña de azúcar).
En Cundinamarca y Boyacá son típicos el mute santafereño, la mazamorra chiquita y los tamales.
Bogotá posee una oferta gastronómica en la que destacan platos típicos como el ajiaco, el chocolate con queso y mogolla, la changua, la sobrebarriga, las fresas con crema, el arroz con leche, las brevas con arequipe y las almojábanas.
En la Costa Caribe, en el departamento del Atlántico son típicos la sopa de guandú con carne salada el bollo de yuca, el arroz de lisa, la butifarra, la arepa de huevo, destacan también productos de origen árabe como el Kibbeh, la pasta de ajonjolí, la berenjena, el suero atollabuey, los buñuelos de lenteja, los pinchos de carne basados en el kebab y el kafta, la boronía o alboronía y la utiliza de diversidad de especias en la comida, como la albahaca, el orégano, hierbabuena, tomillo, y comino, las cuales son usadas de manera permanente, y se basan en un condimento llamado zataar. En otras zonas sobresalen la comida de mar, los pescados, el arroz con coco, las arepas, las caribañolas, el patacón, el sancocho trifásico (con carne de res, pollo y cerdo), la fritanga y los dulces. El friche es un plato típico de La Guajira.
En la Región Pacífica el tapao (pescado de mar con plátano verde), el borojó y el chontaduro, junto al plátano y la comida de mar, son su aporte gastronómico significativo.
En los Santanderes, el mute santandereano, los tamales, el cabrito, la trucha al ajillo, las hormigas fritas (hormiga culona) y el bocadillo veleño son algunos platos de la comida regional de los reconocidos, además de la famosa "oblea"(típica de Floridablanca, que consiste en dos delgadas galletas, por lo general con arequipe en el medio, además de otra cosa que se le desee adicionar), y la arepa amarilla o como se conoce, arepa de maíz "pelao", otros platos típicos son la pepitoria (arroz con trozos de carne) y caldo de papa (similar a la changua, solo que con papa) con arepa, el tradicional desayuno santandereano, también la carne "oreada" o seca. Son características de Norte de Santander las arepas fritas, y en los páramos, por lo general ubicados entre los municipios y corregimientos de Berlín, La Laguna y Silos, se pueden encontrar ventas de papa criolla con sal en la carretera Bucaramanga-Cúcuta.
En Tolima y Huila, los platos típicos son la lechona tolimense, el tamal tolimense y el viudo de pescado.
En Nariño es muy apreciado el cuy y los ullucos.
En los Llanos Orientales, la carne a la llanera acompañada de yuca, plátano, papa y ají o guacamole. De bebida se suele tomar cerveza, cola y pola, comúnmente llamado refajo en Colombia.
En Cauca, el salpicón, la sopa de carantanta, los tamales de pipián, entre otros.

## Religión
La mayor parte de la población colombiana es católica, existiendo grupos minoritarios que siguen otras creencias. Dado al cauce histórico, el catolicismo fue la religión oficial de Colombia hasta 1991, cuando la Constitución de ese mismo año consagró al Estado colombiano como un Estado aconfesional, brindando garantías a la libertad de cultos. De todas formas, la Iglesia católica ha continuado conservando privilegios sobre otras religiones, lo que creó algunas tensiones. Para mitigar los ánimos, en el año 2016, se decretó el 4 de julio como Día Nacional de la Libertad Religiosa y de Cultos. El resto de los habitantes forma parte de comunidades religiosas como evangélicos, testigos de Jehová, mormones, budistas, musulmanes, judíos, entre otros.
Algo habitual en la cultura colombiana, es la existencia de leyendas desde tiempos de la colonia, que han sido transmitidos a través de generaciones, como el ánima sola, la candileja, el carrao, la llorona, la pata sola, el silbón, el sombreron, etc.